# Tate Gallery
Tate Gallery je síť čtyř britských galerií: Tate Britain (otevřena roku 1897), Tate Liverpool (1988), Tate St Ives (1993) a Tate Modern (2000). Tate má statut britského národního muzea a je financována ze státního rozpočtu. Správní rada jmenuje ředitele se sedmiletým funkčním obdobím.

## Historie

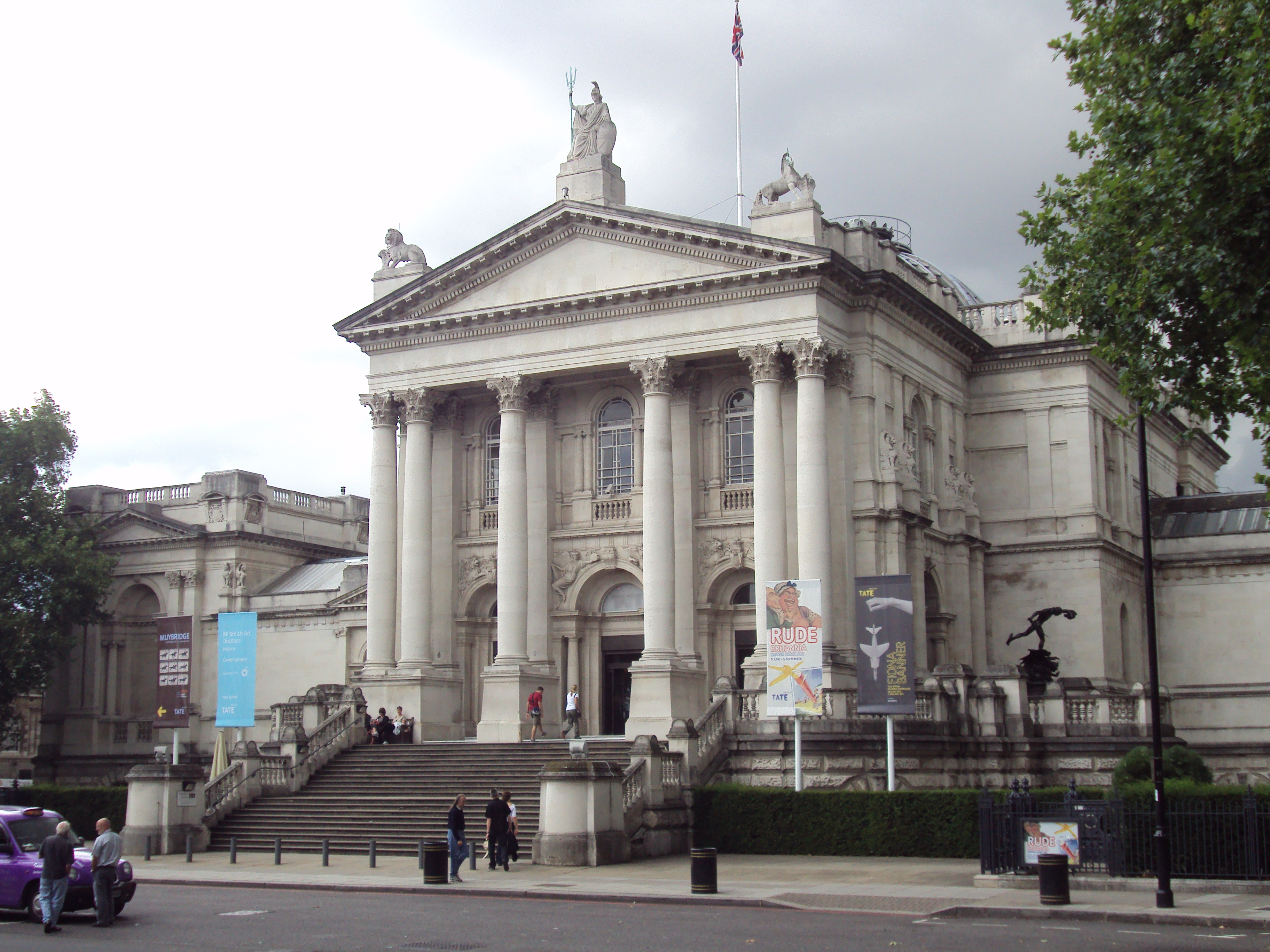
Budova galerie

Původní galerie Tate byla oficiálně označována jako Národní galerie britského umění a nacházela se na ulici Millbank v Londýnském obvodu Westminster. Po své smrti zanechal J. M. W. Turner sbírku, obsahující asi 2000 obrazů a maleb, ze svého ateliéru národu. Národní galerie nebyla schopna splnit Turnerovo přání aby byly obrazy vystavovány, což rozpoutalo debatu o nutnosti postavit národní galerii britského umění. Henry Tate, úspěšný podnikatel s cukrem a rovněž sběratel umění z Viktoriánského období, nabídl financování stavby galerie s podmínkou, že stát bude financovat koupi pozemku a provozní náklady. Henry Tate rovněž galerii věnoval svou sbírku umění. Byla to sbírka zaměřená pouze na díla moderních britských malířů.
Roku 1915 Hugh Lane věnoval galerii svou sbírku evropského moderního umění, což rozšířilo kolekci o díla zahraničních umělců a stále směřovalo záběr galerie na současné umění.
V letech 1926 a 1937 obchodník s uměním a mecenáš Joseph Duveen financoval dvě výrazné dostavby budovy galerie.
V polovině 20. století galerie plnila dvě funkce – ukazovat historii britského umění a zároveň i mezinárodní současné umění. Roku 1954 byla Tate Gallery vyčleněna z Národní galerie.
Bylo logickým krokem, že byly odděleny sbírky specializované na britské a moderní umění a obě části jsou nyní vystavovány v oddělených budovách. Tate Modern v budově bývalé elektrárny Bankside na jižním nábřeží Temže vystavuje národní sbírku moderního umění od roku 1900 do současné doby. Původní galerie je nyní nazývána Tate Britain a obsahuje kolekci britského umění od roku 1500 do současné doby. Díla moderního britského umění se nacházejí v obou galeriích.
Celkově galerie spravuje téměř 60 tisíc položek, z toho asi 4100 pláten, více než 50 tisíc grafik, akvarelů či kreseb a přes 1400 soch. Všechny pobočky galerie jsou přístupné zdarma (kromě krátkodobých výstav).